# Переяславська 2-га сотня
Друга Переяславська сотня (за Хмельниччини — Романенкова сотня) — адміністративно-територіальна та військова одиниця Переяславського полку у добу Гетьманщини.

## Історія
Сформувалася влітку 1648 року в складі Переяславського полку. У ньому ж юридично закріплена у жовтні 1649 року в кількості 219 козаків. Весь час існування перебувала у складі Переяславського полку. Початково зветься ім'ям першого сотника як «Романенкова сотня», згодом більш відома як «друга полкова». Пізніше, територія перерозподілялася між першою та третьою Переяславськими сотнями. Сотенний центр: місто Переяслав.
Друга Переяславська сотня була ліквідована у 1782 році, територія розділена між Переяславським та Золотоніським повітами Київського намісництва.
В 1750 році до Другої сотні входили: Велика Каратуль, Виповзки, Войнинці, Козлів, Комарівка, Леляки, Лецьки, Мала Каратуль, Пологи-Вергуни, Пологи-Чобітки, Пологи-Яненки, Помоклі, Строкова, Студеники, Хоцьки, Циблі.

## Сотенний устрій

### Сотники
- Романенко Андрій (1649)
- Сидір Іванович (1666)
- Григорій Волошин (1669)
- Петро Романенко (1669-1671)
- Карпо Грисенко (1676)
- Харко Романенко (1680)
- Лаврін Гнатович Барабаш (1691)
- Данило Левченко (1702-1703)
- Євстафій Іванович Гулак (1709)
- Ілляшенко Іван (1715-1721)
- Гулак Євстафій Іванович (1724-1725)
- Дараган Дмитро (1725-1727)
- Гулак Євстафій Іванович (1728-1739)
- Гоярин Матвій (1729,1736,1737)
- Кравченко Грицько (1737)
- Захарченко Іван (1738, 1739,1740,1741)
- Гулак Іван Євстафійович (1739-1770)
- Ілляшенко Степан Петрович (1770-1772)
- Ілляшенко Петро Степанович (1772-1782)

### Писарі
- Березовий Василь (1731-1732)
- Іовецький Симон (1734-1740)
- Тимошенко Трохим (1739-1752)
- Нечипорович Павло 1750)
- Потапов Гнат (1757-1758)
- Ничипорович Павло (1758-1766)
- Василь (1766-1768)
- Скорик Степан (1768.8.02-1779.07)
- Дзюбенко Федір 1777-1780)

### Осавули
- Олексієнко Прокіп (1734)
- Настач Прокіп (1736-1740)
- Донець Ярема (1710-1743)
- Куличевський Іван (1763-1766)
- Марченко Павло (1767-1782).

### Хорунжі
- Забузький Семен (1721)
- Петренко Микола (1730-1743)
- Лялька Іван (1748-1752)
- Мостовий Григорій (1765-1766)
- Гоярин Іван Матвійович (1766-1769)
- Коник Іван (1767-1782)

### Сотенні отамани
- Гоярин Матвій (1731-1736)
- Донець Ярема (1739-1740)
- Бабак Лесько (1743)
- Павлов Андрій (1752)
- Тимофіїв Трохим (1756-1758)
- Краско Лука (1763-1766)
- Михайловський Яків (1771-1782)

## Опис другої Переяславської сотні
За описом Київського намісництва 1781 року наявні наступні дані про кількість сіл та населення другої Переяславської сотні напередодні ліквідації:
| Села, селища, хутори Другої Переяславської сотні | Дворян і шляхетства | Різночинців | Духовенства | Церковників | Греків | Хат              | Хат                   | Хат   | Хат                                        | Хат                                                           | Всього | Всього                             |
| ------------------------------------------------ | ------------------- | ----------- | ----------- | ----------- | ------ | ---------------- | --------------------- | ----- | ------------------------------------------ | ------------------------------------------------------------- | ------ | ---------------------------------- |
| Села, селища, хутори Другої Переяславської сотні | Дворян і шляхетства | Різночинців | Духовенства | Церковників | Греків | козаків виборних | козаків підпомічників | міщан | посполитих коронних, в тому числі рангових | посполитих власницьких, різночинських і козацьких підсусідків | хат    | за останньою 1764 року ревізії душ |
| У Переяславському повіті:                        |                     |             |             |             |        |                  |                       |       |                                            |                                                               |        |                                    |
| село Комарівка                                   | —                   | —           | 1           | 1           | —      | —                | 18                    | —     | 9                                          | 62                                                            | 89     | —                                  |
| село Циблі                                       | 1                   | 3           | 1           | 1           | —      | 93               | 45                    | —     | —                                          | 91                                                            | 229    | —                                  |
| село Чобітки                                     | —                   | —           | 1           | 1           | —      | —                | —                     | —     | —                                          | 124                                                           | 124    | —                                  |
| село Вергунці                                    | —                   | —           | 1           | 1           | —      | —                | —                     | —     | —                                          | 171                                                           | 171    | —                                  |
| село Яненки                                      | —                   | 1           | 1           | 1           | —      | 2                | —                     | —     | —                                          | 272                                                           | 274    | —                                  |
| село Лецьки                                      | 2                   | —           | 1           | 1           | —      | 80               | 20                    | —     | 28                                         | 27                                                            | 155    | —                                  |
| село Войнинці                                    | 2                   | 2           | 1           | 2           | —      | 101              | 17                    | —     | 2                                          | 23                                                            | 143    | —                                  |
| село Мала Каратуль                               | 3                   | 6           | 2           | 1           | —      | 65               | 34                    | —     | —                                          | 36                                                            | 135    | —                                  |
| село Виповзки                                    | 4                   | —           | 2           | 1           | —      | 66               | 50                    | —     | —                                          | 32                                                            | 148    | —                                  |
| село Помоклі                                     | 2                   | 4           | 2           | 1           | —      | 204              | 69                    | —     | —                                          | 59                                                            | 332    | —                                  |
| хутір Кафедрального Переяславського монастиря    | —                   | —           | —           | —           | —      | —                | —                     | —     | —                                          | 7                                                             | 7      | —                                  |
| хутір судді генерального Безбородька             | —                   | —           | —           | —           | —      | —                | —                     | —     | —                                          | 6                                                             | 6      | —                                  |
| хутір бунчукового товариша Лисеневича            | —                   | —           | —           | —           | —      | —                | —                     | —     | —                                          | 1                                                             | 1      | —                                  |
| хутір козака Надточія                            | —                   | —           | —           | —           | —      | —                | —                     | —     | —                                          | 1                                                             | 1      | —                                  |
| хутір священика Домонтовича                      | —                   | —           | —           | —           | —      | —                | —                     | —     | —                                          | 1                                                             | 1      | —                                  |
| хутір обозної Каневської                         | —                   | —           | —           | —           | —      | —                | —                     | —     | —                                          | 13                                                            | 13     | —                                  |
| У Золотоніському повіті:                         |                     |             |             |             |        |                  |                       |       |                                            |                                                               |        |                                    |
| село Хоцьки                                      | —                   | 1           | 1           | 1           | —      | 134              | 76                    | —     | —                                          | 99                                                            | 309    | 631                                |
| Всього у сотні другополковій                     | 14                  | 17          | 14          | 12          | —      | 745              | 329                   | —     | 39                                         | 1025                                                          | 2138   | 4908                               |